# Bitva u Turína
Bitva u Turína (2. června – 7. září 1706) byla rozhodující bitvou italského válčiště ve válkách o dědictví španělské. Spojené síly Habsburského impéria a Savojského vévodství vedené Evženem Savojským a Viktorem Amadeem II. v ní rozdrtily a zahnaly na útěk francouzská vojska obléhající Turín.

## Průběh bitvy
Průběh bitvy byl následující: Evžen s Viktorem Amadeem nějakou dobu prováděli rozsáhlé klamné manévry okolo francouzských pozic, což vedlo k tomu, že Marsin s Filipem Orleánským nedokázali odhadnout, kde nepřítel udeří, a rozmístili své muže značně řídce po většině obvodu. Princ s vévodou poté zaútočili v sevřených řadách na nejhůře vybudovaném jihozápadním úseku a obranu obléhatelů rychle prolomili. Mnoho Francouzů se na útěku utopilo v Pádu.

## Důvody francouzské porážky

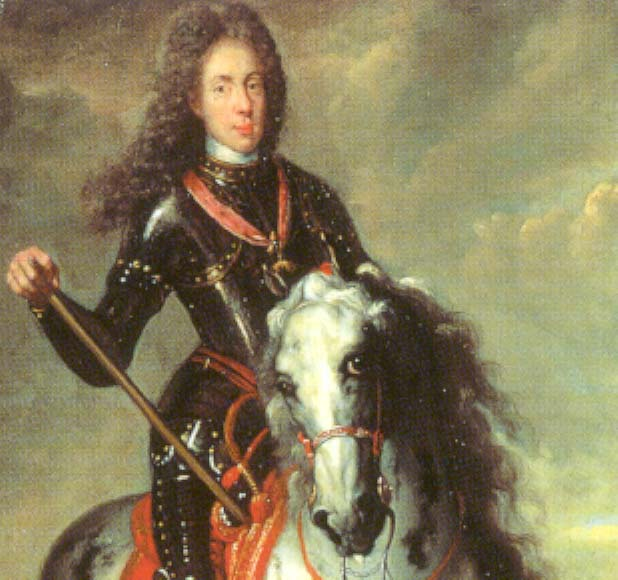
Princ Evžen Savojský

K porážce Francouzů přispěla roztříštěnost jejich velení a kombinace zpupnosti a pesimismu. Mimořádně neschopný chráněnec francouzského ministra Chamillarta, vévoda La Feuillade, odmítl přerušit obléhání, kterému velel, a neposkytl svým formálním nadřízeným ani jediného vojáka, a to dokonce ani poté, co se jejich obrana začala hroutit (krátce poté byl ovšem sám promptně rozdrcen).
Filip II. Orleánský přitom původně zamýšlel zaútočit jako první, ale pak podlehl přesvědčování defétistického maršála Marsina, aby vyčkal útoku nepřítele v obléhacích opevněních. 

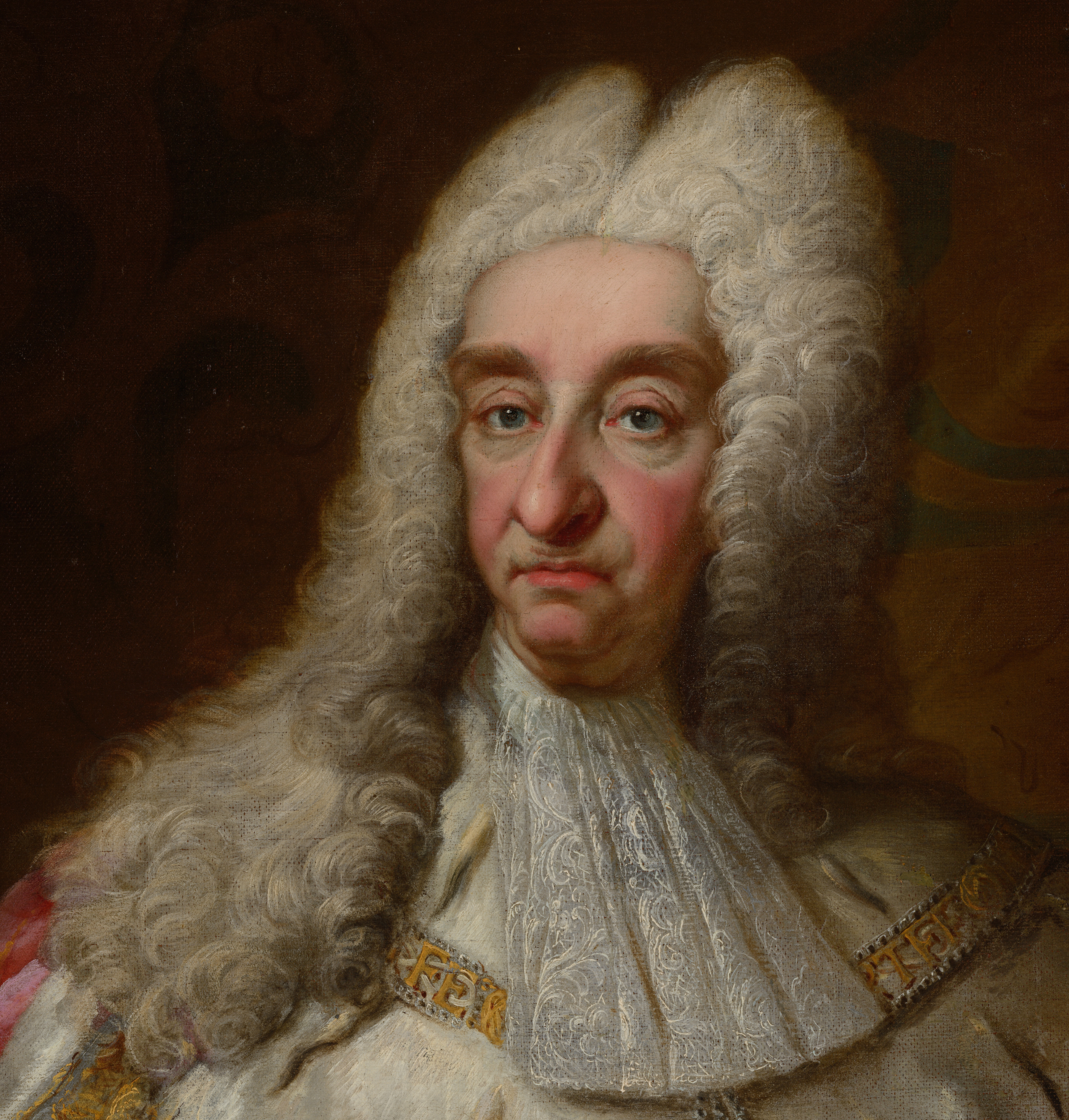
Viktor Amadeus II.

 (Marsin se utkal s vojsky protifrancouzské koalice již dvakrát: poprvé u Höchstädtu, kde Francouze porazili Evžen s Marlboroughem, a podruhé u Ramillies, kde Francouze porazil samotný Malborough. Intuitivně cítil, že jej čeká třetí a poslední debakl do sbírky a že jej nepřežije. Nemýlil se.)

## Důsledky bitvy
Přímým následkem této porážky byla ztráta Milána a ústup hlavních francouzských sil směrem k francouzským hranicím.
Jelikož Ludvík XIV. byl zdrcený porážkou, kterou jeho vojska utrpěla už dřív v bitvě u Ramillies ze strany Britů a Holanďanů, a neměl možnost své jednotky adekvátně posílit, raději je následující rok stáhl z Itálie zcela. Evžen s Viktorem Amadeem získali obrovskou kořist, zahrnující mimo jiné téměř všechna děla a proviant Francouzů, což jim umožnilo dovybavit svá vojska na podstatně vyšší standard, než byli dosud zvyklí.